# Ramsjö församling
Ramsjö församling var en församling i Uppsala stift och i Ljusdals kommun i Gävleborgs län. Församlingen uppgick 2002 i Ljusdal-Ramsjö församling.

## Administrativ historik
Församlingen bildades 10 februari 1852 genom utbrytning ur Ljusdals församling. 
Församlingen var till 1861 annexförsamling i pastoratet Ljusdal och Ramsjö, för att från 1861 till 1974 utgöra ett eget pastorat. Från 1974 till 2002 åter annexförsamling i pastoratet Ljusdal och Ramsjö. Församlingen uppgick 2002 i Ljusdal-Ramsjö församling.
Församlingskod var 216106.

## Kyrkor
- Ramsjö kyrka